# Горошко, Иван Григорьевич
Иван Григорьевич Горошко (18 августа 1913, Новосёловка, Херсонская губерния — 21 декабря 1990, Макеевка, Донецкая область) — старшина Рабоче-крестьянской Красной Армии, служил в оккупационной полиции, откуда бежал, участник Великой Отечественной войны, полный кавалер ордена Славы, лишён всех званий и наград в связи с послевоенным осуждением за службу в оккупационной полиции в начале войны.

## Биография
Родился 18 августа 1913 года в селе Новосёловка (ныне — Новоукраинский район Кировоградской области Украины). После окончания шести классов сельской школы уехал работать на шахты сначала в Армянскую ССР, затем в Донбасс. В 1935—1938 годах служил в Рабоче-крестьянской Красной армии. Демобилизовавшись, проживал в Макеевке, работал в строительной организации.

### Великая Отечественная война
В июле 1941 года был повторно призван в армию. В том же году во время боёв под Днепродзержинском оказался во вражеском тылу, скрывался у местных жителей. Лишь в октябре 1941 года Горошко смог добраться до Макеевки, где поступил на службу в оккупационную полицию, по его собственным словам, по совету своего старшего брата. Пользуясь служебным положением, оказывал помощь подпольщикам, избегал участия в военных преступлениях против советских граждан, вместе с родственниками укрывал евреев. В августе 1942 года по причине своей «неблагонадёжности» был уволен из полиции, а летом 1943 года — бежал в Кировоградскую область, где скрывался до января 1944 года. После освобождения области от немцев, Горошко подвергся проверке органов «Смерш».
В марте 1944 года был снова призван в Красную армию Хмелевским райвоенкоматом Кировоградской области. С апреля 1944 года — на 2-м Украинском фронте. Был направлен в штрафную роту.
16 августа 1944 года пулеметчик приданной 97-й гвардейской стрелковой дивизии 110-й отдельной штрафной роты 5-й гвардейской армии 1-го Украинского фронта рядовой Иван Горошко за действия в боях за расширение плацдарма на левом берегу реки Висла, был представлен к награждению орденом Славы 3-й степени (в наградном листе предположительно ошибочно указан год рождения — 1919-й, но именно на этот документ ссылается его следующий наградной лист), но по этому представлению 23 августа 1944 года был награждён лишь медалью «За отвагу».
В дальнейшем воевал командиром отделения автоматчиков 289-го гвардейского стрелкового полка 97-й гвардейской стрелковой дивизии 32-го гвардейского стрелкового корпуса 5-й гвардейской армии 1-го Украинского фронта.
Первый раз был награждён орденом Славы во время дальнейшего освобождения Польши. В ночь с 30 на 31 октября 1944 года под городом Сташув Горошко в составе разведгруппы захватил важного пленного, лично уничтожил немецкий пулемётный расчёт, при этом был ранен. 4 ноября 1944 года был награждён орденом Славы 3-й степени.
Во второй раз был награждён орденом Славы во время форсирования Одера. В ночь с 26 на 27 января 1945 года Горошко вместе со своим отделением проник во вражеский тыл к северу от железнодорожной станции Линден, после чего захватил немецкие окопы, уничтожив около 30 солдат и офицеров противника и захватив двух «языков». 17 мая 1945 года был награждён орденом Славы 2-й степени.
В третий раз был награждён орденом Славы во время боя за населённый пункт Тейхлинден к северу от Олавы. Отделение Горошко в ночь с 10 на 11 февраля 1945 года разгромило вражескую колонну. В том бою Горошко лично уничтожил более 10 солдат и офицеров противника. Указом Президиума Верховного Совета СССР от 15 мая 1946 года за «образцовое выполнение заданий командования в боях с немецкими захватчиками» гвардии сержант Иван Горошко был награждён орденом Славы 1-й степени.

### Послевоенные годы
После окончания войны в звании гвардии старшины Горошко был демобилизован. Проживал и работал в селе Березовка Маловисковского района Кировоградской области Украинской ССР.
Весной 1949 года был арестован по обвинению в службе в полиции органами МВД СССР. Военный трибунал Харьковского гарнизона 16 мая 1950 года приговорил его к 15 годам исправительно-трудовых лагерей. Указом Президиума Верховного Совета ССР от 30 октября 1950 года Иван Горошко был лишён всех званий и наград.
Освободившись в 1955 году, проживал и работал в городе Макеевке. Неоднократно обращался с просьбами о восстановлении в правах на награды, однако всегда получал отказ.
В 1985 году был награждён юбилейным орденом Отечественной войны 2-й степени.
Умер 21 декабря 1990 года.